# Andrée Gremillet
Andrée Gremillet (* 21. Juli 1932) ist eine französische Badminton- und Tennisspielerin. 

## Karriere
Andrée Gremillet gewann im Badminton 1950 die französischen Titel im Mixed und im Damendoppel. Im Tennis wurde sie 1948, 1949 und 1950 französische Vizemeisterin.

## Erfolge im Badminton
| Saison    | Veranstaltung              | Disziplin   | Platz | Name                              |
| --------- | -------------------------- | ----------- | ----- | --------------------------------- |
| 1949/1950 | Französische Meisterschaft | Mixed       | 1     | Henri Pellizza / Andrée Gremillet |
| 1949/1950 | Französische Meisterschaft | Damendoppel | 1     | Noëlle Ailloud / Andrée Gremillet |